# Fränkische Landgans
| Fränkische Landgans   | Fränkische Landgans                                           |
| Fränkische Landgans   | Fränkische Landgans                                           |
| --------------------- | ------------------------------------------------------------- |
| Herkunft              | Franken, Deutschland                                          |
| Standard              | - BDRG: seit 2004 - EE                                        |
| Gewicht               | - Ganter: 5 bis 6 kg - Gans: 4 bis 5 kg                       |
| Farbenschläge         | blau                                                          |
| Ringgröße             | 22 mm                                                         |
| Bruttrieb             | vorhanden (Selbstbrüter)                                      |
| Legezeit              | Februar/März –?                                               |
| Legeleistung          | - 20 Stück - Mindesteigewicht: 140 g - Eierschalenfarbe: weiß |
| Liste von Gänserassen |                                                               |

Die Fränkische Landgans, auch Frankengans genannt, ist eine mittelgroße Gänserasse aus Franken.

## Merkmale
Die Fränkische Landgans zeichnet sich durch gute Fleischqualität und Daunenreichtum aus, außerdem ist sie sehr genügsam und braucht, wenn sie ausreichend Weidefläche hat, nur wenig zusätzliches Futter. Wer fränkische Landgänse an seinem Haus hält, braucht auch keinen Hofhund, da die Fränkische Landgans wachsamer ist als so mancher Wachhund.
Die Frankengans gehört zu den flugfähigeren Rassen, das heißt, sie fliegt auch mal über einen Gartenzaun.
Die Tiere dieser Rasse sind frühreif, so dass man schneller nachzüchten kann als bei anderen Rassen.
Die Weibchen legen 2–3 Mal im Jahr ein Gelege mit je 10–15 Eiern und brüten dieses sehr zuverlässig aus.
Die Fränkische Landgans wiegt etwa 5–7 kg.
Nur der blaue Farbenschlag ist durch den Bund Deutscher Rassegeflügelzüchter (BDRG) anerkannt. Es gibt aber auch graue, gescheckte und schimmelfarbige Tiere.

## Geschichte
Die Fränkische Landgans wird schon lange auf fränkischen Höfen in den Auen und auf Flussinseln des Mains gehalten und war auch an der Saale als Martins- und Weihnachtsgans weit verbreitet. Eine Nachzucht dieser Weidegänse wurde 2002 zur Sichtung bei der Deutschen Junggeflügelschau in Hannover vorgestellt. Die Gänserasse ist seit 2004 anerkannt. Seit 2012 existiert ein Erhaltungszuchtring.